# Eva Kjer Hansen
Pour les articles homonymes, voir Hansen.
Eva Kjer Hansen, née le 26 août 1964 dans la localité d'Åbenrå (Danemark), est une femme politique danoise, ministre de l'Alimentation, de l'Agriculture et de la Pêche entre 2007 et 2010, ministre de l'Environnement et de l'Alimentation de 2015 à 2016 puis ministre de l'Égalité des chances, de la Coopération nordique et de la Pêche entre 2018 et 2019.

## Biographie
Eva Kjer Hansen s'engage en politique au sein du parti libéral Venstre, pour lequel elle est élue députée au Folketing lors des élections législatives du 12 décembre 1990.
Elle est élue députée européenne lors des élections européennes de juin 1994. Elle siège alors au sein du groupe du Parti européen des libéraux, démocrates et réformateurs et de la commission du contrôle budgétaire. Elle ne se représente pas pour un second mandat lors des élections européennes de 1999.
En parallèle de son mandat de députée européenne, elle continue sa carrière de parlementaire au Folketing, où elle est réélue en 1994, en 1998 et en 2001,.
Le 2 août 2004, à l'occasion d'un remaniement ministériel dans le gouvernement d'Anders Fogh Rasmussen, elle est nommée ministre des Affaires sociales et de l'Égalité des chances. Réélue députée lors des élections législatives de février 2005, elle est reconduite dans ses fonctions ministérielles au sein du nouveau gouvernement formé par Anders Fogh Rasmussen après le scrutin,.
Le 18 septembre 2005, elle déclare dans une interview au Jyllands-Posten que l'accroissement des inégalités économiques entre Danois n'est pas, à ses yeux, nécessairement problématique. Ces propos sont largement dénoncés dans la classe politique, y compris par le Premier ministre, bien qu'un sondage indique qu'une grande majorité d'électeurs des partis de la coalition gouvernementale partageaient le point de vue de la ministre,.
Le 12 septembre 2007, elle succède à Hans Christian Schmidt comme ministre de l'Agriculture, de l'Alimentation et de la Pêche à l'occasion d'un remaiement ministériel. Après sa réélection lors des élections législatives anticipées du 13 novembre, elle est confirmée dans ses fonctions ministérielles au sein du troisième gouvernement Rasmussen. Elle conserve également son rôle après que Lars Løkke Rasmussen ait succédé à Anders Fogh Rasmussen comme président de Venstre et Premier ministre et avril 2009.
Le 23 février 2010, elle est écartée du gouvernement à l'occasion d'un remaniement ministériel décidé par le Premier ministre. Elle prend alors la présidence de l'Udenrigspolitisk Nævn, une commission parlementaire spéciale établie par la Constitution danoise et chargée d’être consultée par le gouvernement sur les questions de politique étrangère.
Après sa réélection comme députée lors des élections législatives de juin 2011 qui marquent le retour de Venstre dans l'opposition pour la première fois depuis 10 ans, elle prend la présidence de la commission du Folketing pour les affaires européennes, qu'elle conserve pedant toute la législature. En parallèle de son mandat, elle obtient un diplôme en économie de l'université de Copenhague en 2012.
Lors des élections législatives du 18 juin 2015, elle est réélue pour un huitième mandat. Dans le gouvernement minoritaire formé le 28 juin par Lars Løkke Rasmussen, elle est nommée ministre de l'Environnement et de l'Alimentation. En février 2016, elle est accusée d'avoir transmis des données erronées au Folketing dans le cadre de la préparation d'une nouvelle loi agricole. Si la loi est tout de même votée, le Parti populaire conservateur, un soutien du gouvernement, se joint à l'opposition pour demander le départ de la ministre, qui se résout à démissionner le 27 février malgré la confiance répétée du Premier ministre Lars Løkke Rasmussen.
Le 2 mai 2018, elle fait son retour au gouvernement à l'occasion d'un remaniement ministériel, quand elle est nommée ministre de l'Egalité des chances, de la Coopération nordique et de la Pêche.
Elle est réélue pour un neuvième mandat au Folketing lors des élections législatives de juin 2019, à l'issue desquelles Venstre quitte le gouvernement. Elle retrouve alors la présidence de la commission parlementaire sur les affaires européennes.
En septembre 2020, elle annonce son intention de se présenter aux élections municipales de 2021 à Kolding. Sa liste arrive en tête du scrutin du 16 novembre avec 31,8 % des voix. Elle fait alors figure de favorite pour devenir maire, les trois partis de droite représentés au conseil municipal y ayant 14 des 25 sièges. Toutefois, la tête de liste des conservateurs, Knud Erik Langhoff, obtient le soutien des 11 élus de gauche pour être élu par le conseil municipal.
Elle est candidate à un dixième mandat au Folketing lors des élections législatives du 1er novembre 2022, mais n'est pas réélue. Suite à sa défaite, elle annonce se retirer totalement de la vie politique, et quitter son mandat au conseil municipal de Kolding. En tant que première suppléante de Venstre dans sa circonscription du Jutland du Sud, elle siège toutefois comme membre temporaire du Folketing pendant plusieurs semaines en 2023 et en 2025, remplaçant le député Christoffer Aagaard Melson pendant ses absences.
En février 2023, elle devient associée dans un cabinet de conseil. En mai, elle devient également vice-présidente du Parti de l'Alliance des libéraux et des démocrates pour l'Europe. En février 2024, elle devient la diretrice de Dialog Mod Vold, le programme de lutte contre les violences intra-familiales de l'ONG Askovfonden (da).

## Distinctions
- Commandeur de l'ordre du Dannebrog (2005)[1]